# Макагонова Роза Іванівна
Макагонова Роза Іванівна  (28 жовтня 1927, Самара, СРСР — 18 квітня 1995, Москва, Росія) — радянська і російська кіноакторка. Заслужена артистка РРФСР (1976).

## Біографічні відомості
Закінчила Всесоюзний державний інститут кінематографії (1951, майстерня М. Ромма, С. Юткевича).
Знялась в українських фільмах: «Доля Марини» (1953, Настуська), «Прапори на баштах» (1958, Ванда), «Пригоди Електроніка» (1979, т/ф, 3 с), «Миргород та його мешканці» (1983, 2 с, т/ф, Пульхерія Іванівна).